# Кауык
Кауык (каз. Қауық) — упразднённое село в Жанакорганском районе Кызылординской области Казахстана. Упразднено в 2018 г. Входило в состав Кейденского сельского округа. Код КАТО — 434043300.

## Население
В 1999 году население села составляло 75 человек (45 мужчин и 30 женщин). По данным переписи 2009 года, в селе проживали 64 человека (38 мужчин и 26 женщин).